# دروس في الكيمياء (رواية)
دروس في الكيمياء (بالإنجليزية: Lessons in Chemistry)‏ هي رواية بقلم بوني جارموس. تم نشر الرواية بواسطة دابلداي في أبريل 2022، وهي أول رواية لجارموس وتدور أحداثها حول إليزابيث زوت، وهي مقدمة برامج طبخ في جنوب كاليفورنيا في الستينيات بعد طردها من عملها ككيميائية قبل عقد من الزمن. تم تعديل الكتاب إلى سلسلة أبل تي في + المقرر ظهورها لأول مرة في 13 أكتوبر 2023.